# Erpetogomphus liopeltis
Erpetogomphus liopeltis är en trollsländeart som beskrevs av Rosser W. Garrison 1994. Erpetogomphus liopeltis ingår i släktet Erpetogomphus och familjen flodtrollsländor. IUCN kategoriserar arten globalt som livskraftig. Inga underarter finns listade i Catalogue of Life.